# Boli Bolingoli
Boli Bolingoli Mbombo (Kinshasa, 1 juli 1995) is een Congolees-Belgische voetballer.

## Clubcarrière

### Jeugd
Op zijn zevende kwam hij naar België. Bolingoli speelde in zijn jeugd voor tal van Antwerpse clubs. Hij begon bij Berchem Sport en belandde via KSK Beveren en Antwerp FC in 2009 in de jeugd van eersteklasser Germinal Beerschot. Na een jaar stapte hij over naar de jeugdopleiding van Club Brugge. In 2012 werd Bolingoli in de beloftenkern opgenomen, een jaar later in de A-kern. In juni 2013 ondertekende hij zijn eerste profcontract bij Club Brugge.

### Club Brugge

#### 2013/14
Bolingoli werd bij Club Brugge omgeschoold van aanvaller naar linksachter. Op 26 juli 2013 maakte hij zijn officiële debuut voor Club Brugge: de Congolese Belg mocht toen op de openingsspeeldag van de Jupiler Pro League tegen Sporting Charleroi net voor affluiten invallen voor Maxime Lestienne. Enkele minuten eerder maakte ook Tuur Dierckx zijn debuut. Op de tweede speeldag, tegen KV Oostende, kreeg Bolingoli een basisplaats en kopte hij rond het uur de 1-2-eindstand tegen de netten. Bolingoli bleef vervolgens enkele weken op rij in de basis staan, tot hij zijn opmars gestuit zag door een heup- en enkele hamstringblessures. Na de bekerwedstrijd tegen KSV Oudenaarde op 25 september 2013 kwam hij in zijn debuutseizoen bij het eerste elftal van Club Brugge niet meer in actie.

#### 2014/15
In juni 2014 verlengde Bolingoli zijn contract bij Club Brugge tot medio 2017. Het bleek niet de voorbode van een succesvol seizoen: mede vanwege blessurelast speelde Bolingoli in het seizoen 2014/15 slechts twintig wedstrijden in alle competities. Helemaal onsuccesvol was het seizoen echter niet, want in de terugwedstrijd van de halve finale van de Beker van België droeg Bolingoli met twee goals tegen Cercle Brugge zijn steentje bij aan de kwalificatie voor de finale. Bolingoli kreeg in deze finale, die Club met 2-1 won van RSC Anderlecht, een basisplaats. Drie dagen voor de bekerfinale scoorde Bolingoli ook al punten door als invaller tweemaal te scoren in de terugwedstrijd van de achtste finale van de Europa League tegen Besiktas J.K., waarmee hij Club Brugge aan een eerste Europese kwartfinale in twintig jaar hielp.

#### 2015/16
Door de blessure van José Izquierdo depanneerde Bolingoli in het begin van het seizoen als linkerflankaanvaller. Op 28 juli 2015 scoorde Bolingoli als rechtermiddenvelder het enige Brugse doelpunt in de 2-1-nederlaag tegen Panathinaikos FC in de Champions League-voorronde. Club Brugge-icoon Jan Ceulemans verklaarde kort daarop in Het Nieuwsblad dat Bolingoli "een nuttige voetballer is die de hele linkerflank voor zijn rekening nam, maar aanvallend nooit mee het verschil zal maken". Later in het seizoen verhuisde Bolingoli, die in september 2015 opnieuw een contractverlenging kreeg, weer naar de linksbackpositie. Na de 5-0-nederlaag tegen SSC Napoli in de Europa League in september 2015, waarin Bolingoli tijdens de rust vervangen werd, verklaarde analist Gert Verheyen dat hij "aan de bal geen enkel sterk punt opnoemen" bij Bolingoli. Na de nederlaag tegen Napoli werden de speelkansen van Bolingoli onregelmatiger. Hij klokte het seizoen 2015/16 uiteindelijk af op 22 wedstrijden in alle competities. Tijdens de winter toonde de Italiaanse eersteklasser Genoa CFC interesse om Bolingoli te huren, maar Club Brugge wees de interesse af.

#### 2016/17
Na zijn dubbele gele kaart tegen Standard Luik in december 2015 leek Bolingoli te hebben afgedaan bij Club-trainer Michel Preud'homme, maar tijdens het seizoen 2016/17 kreeg de polyvalente linkerflankspeler een nieuwe kans als doublure van Laurens De Bock en José Izquierdo. Bolingoli speelde dat seizoen drie van de zes Champions League-groepswedstrijden: na een invalbeurt thuis tegen FC Porto kreeg hij een basisplaats op bezoek bij Porto en thuis tegen FC Kopenhagen.

### STVV
In januari 2017 werd Bolingoli samen met Sébastien Bruzzese en Brandon Mechele voor een half seizoen uitgeleend aan STVV. Onder trainer Ivan Leko werd Bolingoli een vaste waarde bij STVV, dat dat seizoen zijn groep won in Play-off 2 maar in de finale met 3-0 verloor van RC Genk. Op het einde van het seizoen 2016/17 werd Leko trainer van Club Brugge.

### Rapid Wien
Op 22 juni 2017 geraakte bekend dat Bolingoli een driejarig contract had ondertekend bij de Oostenrijkse topclub Rapid Wien. Hij debuteerde een maand later met een invalbeurt van acht minuten tegen SV Mattersburg. Hij wist al snel een basisplaats te veroveren op de backpositie. In het seizoen 2018/19 bereikte Bolingoli voor het eerst in drie jaar tijd met zijn ploeg de zestiende finale van de Europa League. Datzelfde jaar werd de finale van de Oostenrijkse voetbalbeker behaald, hierin bleek Red Bull Salzburg een maatje te groot.

### Celtic FC
Op 3 juli 2019 ondertekende Bolingoli een vierjarig contract bij Celtic FC. In de eerste helft van het seizoen was Bolingoli een certitude op linksback bij de Schotse topclub, na Nieuwjaar verdween hij compleet uit beeld. Na de stopzetting van de competitie vanwege de coronapandemie won hij met Celtic de landstitel.
In augustus 2020 haalde Bolingoli zich de woede op de hals door in volle coronapandemie op reis te gaan naar Spanje en vervolgens niet in quarantaine te gaan zoals gebruikelijk. Zowel Celtic als de Schotse premier Nicola Sturgeon reageerden furieus.

### Istanbul Başakşehir
In september 2020 werd Bolingoli door Celtic voor een seizoen met aankoopoptie verhuurd aan de Turkse kampioen Istanbul Başakşehir, waar eerder ook Rode Duivel Nacer Chadli had getekend.

### Terugkeer naar Celtic
Bolingoli kwam na zijn terugkeer bij Celtic aanvankelijk niet aan spelen toe. Enkel op de zesde en negende competitiespeeldag kwam hij (wel telkens 90 minuten) aan spelen toe, tegen respectievelijk Livingston FC en Motherwell FC. Eind februari 2022 leende de club hem tot het einde van het seizoen uit aan FK Oefa, dat op dat moment voorlaatste stond in de Russische Premjer-Liga. Na een door de Russische invasie van Oekraïne bewogen maand, waarin de Russische competitie weliswaar gewoon doorging, werd op 1 april 2022 bekendgemaakt dat het huurcontract vroegtijdig werd verbroken, waardoor Bolingoli nooit zijn officiële debuut maakte voor de club.

## Clubstatistieken
| Seizoen | Club                  | Land                | Competitie           | Competitie | Competitie | Beker | Beker | Europees | Europees | Supercup | Supercup | Totaal | Totaal |
| Seizoen | Club                  | Land                | Competitie           | Wed.       | Dlp.       | Wed.  | Dlp.  | Wed.     | Dlp.     | Wed.     | Dlp.     | Wed.   | Dlp.   |
| ------- | --------------------- | ------------------- | -------------------- | ---------- | ---------- | ----- | ----- | -------- | -------- | -------- | -------- | ------ | ------ |
| 2013/14 | Club Brugge           | Vlag van België     | Jupiler Pro League   | 7          | 1          | 1     | 0     | 1        | 0        | —        | —        | 9      | 1      |
| 2014/15 | Club Brugge           | Vlag van België     | Jupiler Pro League   | 11         | 0          | 3     | 2     | 6        | 3        | —        | —        | 20     | 5      |
| 2015/16 | Club Brugge           | Vlag van België     | Jupiler Pro League   | 14         | 0          | 1     | 0     | 7        | 1        | 0        | 0        | 22     | 1      |
| 2016/17 | Club Brugge           | Vlag van België     | Jupiler Pro League   | 8          | 0          | 1     | 0     | 3        | 0        | 1        | 0        | 13     | 0      |
| 2016/17 | → STVV                | Vlag van België     | Jupiler Pro League   | 18         | 0          | 0     | 0     | —        | —        | —        | —        | 18     | 0      |
| 2017/18 | Rapid Wien            | Vlag van Oostenrijk | Bundesliga           | 28         | 1          | 3     | 0     | —        | —        | —        | —        | 31     | 1      |
| 2018/19 | Rapid Wien            | Vlag van Oostenrijk | Bundesliga           | 28         | 2          | 4     | 0     | 10       | 0        | —        | —        | 42     | 2      |
| 2019/20 | Celtic FC             | Vlag van Schotland  | Scottish Premiership | 14         | 0          | 3     | 0     | 11       | 0        | —        | —        | 28     | 0      |
| 2020/21 | Celtic FC             | Vlag van Schotland  | Scottish Premiership | 1          | 0          | 0     | 0     | 0        | 0        | —        | —        | 1      | 0      |
| 2020/21 | → Istanbul Başakşehir | Vlag van Turkije    | Süper Lig            | 12         | 0          | 0     | 0     | 6        | 0        | 0        | 0        | 18     | 0      |
| 2021/22 | Celtic FC             | Vlag van Schotland  | Scottish Premiership | 2          | 0          | 0     | 0     | 0        | 0        | —        | —        | 2      | 0      |
| 2021/22 | → FK Oefa             | Vlag van Servië     | Premjer-Liga         | 0          | 0          | 0     | 0     | 0        | 0        | —        | —        | 0      | 0      |
| 2022/23 | KV Mechelen           | Vlag van België     | Eerste klasse A      | 18         | 0          | 2     | 0     | —        | —        | —        | —        | 20     | 0      |
| 2023/24 | KV Mechelen           | Vlag van België     | Eerste klasse A      | 11         | 0          | 0     | 0     | —        | —        | 1        | 0        | 12     | 0      |
| 2024/25 | Standard Luik         | Vlag van België     | Eerste klasse A      | 18         | 0          | 1     | 0     | —        | —        | —        | —        | 19     | 0      |
| TOTAAL  | TOTAAL                | TOTAAL              | TOTAAL               | 190        | 4          | 19    | 2     | 44       | 4        | 2        | 0        | 255    | 10     |

## Palmares
| Competitie             |             |             |             |             |
| Competitie             | Aantal      | Jaren       |             |             |
| Club Brugge            | Club Brugge | Club Brugge | Club Brugge | Club Brugge |
| ---------------------- | ----------- | ----------- | ----------- | ----------- |
| Belgisch landskampioen | 1x          | 2015/16     |             |             |
| Beker van België       | 1x          | 2014/15     |             |             |
| Belgische Supercup     | 1x          | 2016        |             |             |
| Celtic FC              |             |             |             |             |
| Schots landskampioen   | 1x          | 2019/20     |             |             |

## Trivia
- Boli Bolingoli is de neef van Romelu en Jordan Lukaku, eveneens allebei profvoetballers.[26]
- Zijn jongere broer Emeraude genoot zijn jeugdopleiding bij onder andere Germinal Beerschot, Lierse SK en KRC Genk. In januari 2019 debuteerde hij in het eerste elftal van SC Eendracht Aalst.

3 Ngoy ·
4 Šutalo ·
5 Bolingoli ·
6 Sotiris ·
7 Bulat ·
8 Price ·
9 Zeqiri ·
10 Đukanović ·
11 Ayensa ·
13 Fossey ·
14 Kuavita ·
15 Doumbia ·
17 Camara ·
19 Badamosi ·
20 Karamoko ·
24 O'Neill ·
25 Hautekiet ·
29 Dierckx ·
30 Henkinet ·
40 Epolo ·
41 Szalai ·
44 Bates ·
45 Godfroid ·
51 Noubi ·
53 Calut ·
77 Hountondji ·
88 Lawrence ·
99 Poitoux ·
Coach: Leko